# Kvemo Erketi
Kvemo Erketi (en georgiano: ქვემო ერკეთი) es un pueblo de Georgia ubicado en el este de la región de Guria, siendo parte del municipio de Chojatauri.

## Geografía
Kvemo Erketi está a orillas del río Suapsa, a 4 km de Chojatauri. El pueblo también está a 2 km de Zemo Erketi. 

## Demografía
La evolución demográfica de Kvemo Erketi entre 2002 y 2014 fue la siguiente:
| 369                                             | 279 |
| (Fuente: Population of Georgia in Soviet times) |     |

Según el censo de 2014, los georgianos constituían el 99,7% de la población.